# Том Уелинг
Томас Джон Патрик Уелинг е американски актьор, режисьор и модел. Неговата най-известна роля е тази на Кларк Кент в телевизионния сериал Смолвил. Други по-изветни роли, в които играе са на Чарли Бейкър във филмите „Деца на Килограм“ и „Деца на килограм 2“, и Ник Касъл в римейка „Мъглата“ от 2005 г.
Томас Джон Патрик Уелинг е роден на 26 април 1977 г. в Ню Йорк. Той е висок 1.91 м и идва от шестчлено семейство, включващо неговия баща – ръководител на General Motors; неговата майка –„домашен инженер“ (домакиня); по-младия му брат – Марк Уелинг, който също е актьор и също 2 сестри, които са по-възрастни от него.
Томас Джон Патрик Уелинг или Том Уелинг обикновено играе второстепенни роли и може би е най-познат като Кларк Кент от хитовия сериал „Смолвил: Супермен в началото“ (2001). Той завършва гимназията на Okemos, в Okemos, Мичигън, когато е на 18 години. Преди това е изкарал първата си година в училището Salesianum в Уошингтън, Делауер. Той играе доста футбол в училище и по този начин получава допълнителни точки за изпита си. Но въпреки всичко Том не иска да ходи в колеж. Той всъщност иска да работи като строител и дори след като завършва работи в сервис.
Накрая след като прекарал определен период от време в строителния бизнес, Том се захваща с работа като модел. По това време той се запознава с много свои известни колеги като Аштън Къчър, с когото дори имат съвместен проект, накрая дори станали приятели. И въпреки че и двамата – Аштън и Том са известни модели по това време, Том все пак решава да стане актьор. Той получил оферта от човек, занимаващ се с набиране на млади таланти, който му казал че има потенциал да стане актьор. В кратък период от време Уелинг се явява на няколко кастинга, и много скоро той желанието му се осъществява.
Всички тези актьорски ангажименти се оказват благодатна среда, тъй като режисьорите, с които работи започват да му обръщат по-голямо внимание. Том много искал да играе ролята на Кларк Кент в хитовия сериал „Смолвил: Супермен в началото“ И вероятно много малко хора знаят, че той всъщност се явява на кастинг за ролята 2 пъти. Причината да направи това според него самия не е защото историята не е достатъчно добра, а защото Том смятал че ролята на Кларк е много по-голяма от самия него и той не искал хората да смятат, че той не е достатъчно добър актьор за нея.
В края на краищата той приема ролята, защото все пак подозирал че сериала ще бъде голям хит и ако не я приема, то тогава той самият би изглеждал като пълен глупак. Том също казва, че усеща някаква връзка между него и героят му – Кларк Кент. И ето как семейството на Смолвил се превръща в негово собствено.
Веднага след като лицето му се появява по телевизията Уелинг участва и в няколко други филми, най-известният, от които е Cheaper by the Dozen (2003) със Стив Мартин и Бони Хънт, който има и продължение, в което Том играе същата роля. Той играе и в хорър филма „Мъглата“, заедно със своята колежка позната от „Изгубени“ – Маги Грейс.
Том може на екрана да е момчето, което получава момичето, което иска, но в реалния живот той признава, че отделя много малко време на любовния си живот. И все пак той успява и да се ожени за своята близка приятелка Джейми Уайт – на 5 юли 2002 г. Той също признава, че човека, който най-много уважава е именно жена му, защото тя според него има най-прекрасното сърце.